# Vaira Vīķe-Freiberga
Vaira Vīķe-Freiberga (1 de desembre de 1937 a Riga, Letònia) és una política letona. Fou elegida presidenta de Letònia el 1999, primera dona letona en ocupar el càrrec, i fou reelegida el 2003. El 8 de juliol de 2007 fou reemplaçada per Valdis Zatlers.

## Biografia

### Joventut i educació
Els pares de Vaira Vīķe-Freiberga es van convertir en refugiats a la fi de la Segona Guerra Mundial amb l'entrada de l'exèrcit soviètic a Letònia. Van marxar el dia d'any nou de 1945 i van viure a Alemanya, Marroc i, finalment, Canadà. Vaira va estudiar a la Universitat de Toronto i en la Universitat de McGill, i es va graduar com a psicòloga el 1965, i va obtenir el seu doctorat en psicologia a la Universitat McGill el mateix anya amb una tesi supervisada per la doctora Virginia Douglas, titulada "Aprenentatge conceptual en nens normals i hiperactius".
Va treballar com a professora de psicologia en la Universitat de Mont-real entre 1965 i 1998. En setembre de 2006, la Universitat d'Ottawa li va concedir un doctorat honorari. El 1998 va tornar a Letònia per a dirigir l'Institut Letó, una organització dedicada a promoure el coneixement del letó a l'exterior.

### Presidenta de Letònia
El juny de 1999, va ser escollida president de Letònia. No era candidata a la presidència, però quan el parlament letó no va poder triar un president en la primera volta, Vaira Vīķi-Freiberga va ser escollida president, ja que gaudia d'un gran respecte en el país però no era afiliada a cap partit polític.
A través dels seus dos mandats presidencials, ha estat molt popular a Letònia; el seu grau d'aprovació s'ha estès entre el 70% i el 85%. És coneguda perquè sota la seva presidència, en 2004, Letònia va assolir entrar a la UE. És partidària ferma de la política dels Estats Units a Iraq.

### Post-presidència
L'abril de 2005, el secretari general de les Nacions Unides, Kofi Annan va nomenar Vīķi-Freiberga com a membre del seu equip de líders polítics globals que ajudaven a promoure la seva agenda comprensiva de reforma.

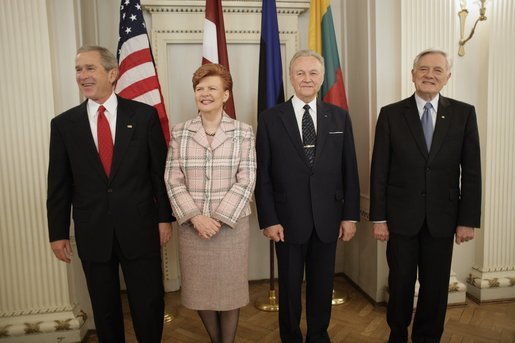
Vaira Vīķe-Freiberga amb el president dels Estats Units, George Walker Bush, amb l'expresident d'Estònia, Arnold Rüütel i el president de Lituània, Valdas Adamkus.

Després dels mesos d'especulació que Vīķi-Freiberga seria la pròxima secretària general de les Nacions Unides, els tres estats bàltics van anunciar finalment en comú la seva candidatura el 16 de setembre de 2006. Quan es va dirigir a l'Assemblea General, va prometre que ella plantaria cara "als desafiaments plantejats a la reforma de l'ONU i promovent els drets humans, la llibertat i la democràcia, incloent igualtat de gènere". Rússia, membre permanent del Consell de Seguretat de l'ONU, va indicar que no donaria suport a cap candidat europeu de l'est. Vīķi-Freiberga va rebre el suport del president dels Estats Units, George Walker Bush i de la Secretària d'Estat d'aquest país, Condoleezza Rice. Es pensa que Riga va ser triada per a ser seu de la cimera de l'OTAN en 2006 gràcies a les seves relacions amb Bush i amb Rice.
Està casada amb Imants Freibergs, professor d'informàtica, que és actualment el president de l'Associació Letona de Tecnologia d'Informació i Comunicacions (LIKTA). Es van conèixer a la Toronto, on ell era també un exiliat letó i van tenir unes noces senzilles en aquesta ciutat. Tenen dos fills, Kārlis i Indra.